# Joachim Pietzsch
Joachim Pietzsch (* 9. Juni 1947 in Wachau) ist ein deutscher Handballtrainer und ehemaliger Handballspieler.

## Karriere
Pietzsch betrieb anfangs Leichtathletik und spielte zusätzlich Basketball. Als Pietzsch zur Armee ging, begann er das Handballspielen. Er lief für den ASK Vorwärts Frankfurt auf, mit dem er 1974 und 1975 die DDR-Meisterschaft sowie 1975 den Europapokal der Landesmeister gewann. Pietzsch gehörte weiterhin dem Aufgebot der Nationalmannschaft der Deutschen Demokratischen Republik an, für die er 87 Treffer in 79 Länderspielen erzielte. Bei der Weltmeisterschaft 1974 wurde er Vize-Weltmeister.
Nach seiner Karriere wurde Pietzsch Trainer. Pietzsch war beim Frankfurter Handball Club tätig, dessen erste Damenmannschaft er nach der Gründung im Jahre 1994 in der Bundesliga betreute. Später trainierte er die zweite Mannschaft des FHC. Diese Tätigkeit beendete er im Oktober 2012. Später übernahm Pietzsch das Traineramt der Herrenmannschaft vom HSC 2000 Frankfurt (Oder).

## Privates
Joachim Pietzsch ist mit der Tochter des ehemaligen Handballspielers Werner Aßmann verheiratet. Seine beiden Kinder Nikola und Alexander liefen beide in der Handball-Bundesliga auf.